# Rainbow Books

Compact Disc-Logo

Mit Rainbow Books (englisch für Regenbogenbücher bzw. regenbogenfarbene Bücher) werden die offiziellen Standards der Compact Disc, kurz: CD, bezeichnet. Entsprechende CDs dürfen mit einem der standardisierten CD-Logos gekennzeichnet werden. Jedem Standard ist eine Farbe zugewiesen, die sich in der Umschlagfarbe des Standardwerks (Buch) widerspiegelt, in dem er veröffentlicht wurde. Die Rainbow Books und deren dazugehörige Spezifikationen sind – mit Ausnahme des Green Book, welches frei verfügbar ist – nur nach Unterzeichnung einer Geheimhaltungserklärung für Preise zwischen 50 und 200 US-Dollar für Firmen erhältlich, jedoch wurden die Inhalte mehrerer Bücher von der ISO, der IEC und der ECMA genormt. Fast alle Bücher wurden gemeinsam von Philips und Sony herausgegeben, jedoch treten auch Matsushita und JVC (beim White Book) und Kodak (beim Beige Book) als Herausgeber auf.

## Red Book: Audio-CD

Audio-CD-Logo

CD-Text-Logo

CD+G-Logo

Das Red Book (englisch für Rotes Buch) enthält die technische Spezifikation der Compact Disc Digital Audio (CDDA, Audio-CD) und wurde von Philips und Sony 1980 festgelegt. Es beschreibt als erster CD-Standard die physische Aufteilung (Blöcke, Rahmen mit 24 Byte Kapazität etc.), den Fehlerkorrekturmechanismus und das Kodierungsverfahren. CDs nach diesem Standard speichern Stereo-Audiodaten mit 16 Bit Auflösung und einer Abtastrate von 44,1 kHz. Eine CD nach Red-Book-Standard darf maximal 99 Tracks (Titel) enthalten. Jeder Track muss mindestens vier Sekunden lang sein. Zwischen den Spuren befindet sich der Track Pre-Gap, der bei standardkonformen Audio-CDs eine Länge von mindestens zwei Sekunden und den Audio-Ruhepegel haben muss. Die maximale Spielzeit liegt bei 79,8 Minuten. Die maximale Anzahl an Indexpunkten pro Track liegt bei 99, ohne maximalem Zeitlimit. Der ISRC (ISO 3901) sollte enthalten sein. Die Audio-CD kann Frequenzen bis zu 22,05 kHz speichern, was zugleich der Nyquist-Frequenz bei einer Abtastrate von 44,1 kHz entspricht. Die Bitrate beträgt dabei 1411,2 kbps.
Audio-CDs müssen die aus heutiger Sicht nur geringe Übertragungsrate von 176,4 kB/s gewährleisten (entsprechend einer Übertragungsrate von 75 Blöcken pro Sekunde). Durch diese niedrige Anforderung und die damit einhergehende geringe Umdrehungszahl waren sogenannte Shape-CDs möglich, CDs mit vom Kreis abweichenden Konturen und möglichen Unwuchten. Beim Abspielen mit höheren Geschwindigkeiten als 1× (wie bei CD-ROM-Laufwerken üblich) kann das Laufwerk beschädigt werden. Shape-CDs sind heute fast gänzlich vom Markt verschwunden. Eine Ausnahme stellen die symmetrischen Visitenkarten-CDs dar.
Das Red Book definiert nur die reine Audio-CD, die keine Datentracks oder Kopierschutzmechanismen verwendet. Hybride CDs (Audiotracks und ein Computerdatentrack) werden im Blue Book (CD-Extra) definiert.
Kopiergeschützte Audio-CDs entsprechen keinem Standard der Bücherterminologie (also auch nicht dem Red Book), da bei diesen absichtlich die Standards verletzt werden. Das geschieht zum Beispiel durch fehlerhafte Daten, die so konzipiert sind, dass die meisten reinen Audio-CD-Player dadurch nicht irritiert werden; siehe auch Compact Disc Digital Audio: Kopierschutz.
In zwei separaten Abschnitten des Red Book werden zusätzlich die Eigenschaften von CD+G und CD-Text festgelegt.
Das Red Book wurde von der IEC als IEC 60908 genormt, welche wiederum als EN 60908 übernommen wurde.

## Yellow Book: CD-ROM
Das Yellow Book (englisch für Gelbes Buch) ist der 1985 definierte Standard für Daten-CDs (CD-ROM) und eine Erweiterung des Red Books. Es ist betriebssystemunabhängig.
Im Unterschied zu dem im Red Book festgelegten Standard für Audio-CDs müssen bei einer CD-ROM laut Yellow Book die Sektoren einzeln ansprechbar sein, was eine durchgehende Adressierung am Beginn jedes Sektors nötig macht. Des Weiteren gibt es zwei verschiedene sog. Aufzeichnungs-Verfahren, von denen immer nur einer pro Sektor verwendet werden kann.
Das Yellow Book sieht zwei Modi vor:

### CD-ROM Mode1
Der gebräuchlichere Mode 1 ermöglicht pro Sektor eine Speicherkapazität von 2048 Byte. Es werden neben der bereits im Red Book definierten Fehlerkorrektur (LEC) zusätzliche Korrekturdaten (12 Bytes Sync, 288 Bytes FEC) verwendet, was die durchschnittliche Fehlerrate um viele Größenordnungen senkt, aber gleichzeitig die Nutzdaten pro Sektor reduziert.
Die Blockgröße definiert zusammen mit der der Audio-CD zugrundeliegenden Übertragungsrate von 75 Blöcken pro Sekunde die Bezugsgröße 1×-Geschwindigkeit als 2048 B · 75 s−1 = 153,6 kB/s.

### CD-ROM Mode2
Der CD-ROM Mode 2 enthält im Gegensatz zum Mode 1 keine zusätzliche Fehlerkorrektur (LEC), was die Speicherkapazität der Sektoren auf 2336 Byte erhöht. Aufgrund dieses fehlenden Zusatzes wurde der Mode 2 nur für Video- und Audiodaten verwendet und erreichte nie die Verbreitung von Mode 1. Er wurde durch CD-ROM/XA ersetzt, der in einer erweiterten Version des Yellow Book definiert wurde. Dieser Standard wird manchmal auch irrtümlicherweise als CD-ROM Mode 2 bezeichnet.
Die überarbeitete Fassung dieses Standards wird auch als High Sierra bezeichnet und entspricht der Norm ISO 9660, in der unter anderem geregelt ist, wie die Daten auf der CD-ROM gespeichert werden.
1989 wurde von Philips, Microsoft und Sony eine erste CD-ROM/XA-Spezifikation vereinbart, die 1991 überarbeitet im sogenannten Extended Yellow Book herausgegeben wurde.

### Dateisysteme
Das Yellow Book spezifiziert nur auf niedriger, hardwarenaher Ebene, wie Bits auf der CD gespeichert sind. Um eine weitgehend geräte- und betriebssystemunabhängige Speicherung von Daten zu gewährleisten, wurden auf abstrakterer Ebene Dateisystem-Standards eingeführt, die auf dem Yellow Book basieren: Zunächst der ISO-9660-Standard, als Erweiterung davon dann Joliet und Rockridge.

### Verfügbarkeit
Das Yellow Book wurde von Philips und Sony nur für deren Lizenznehmer veröffentlicht; es ist auch heute noch nur direkt bei Philips erhältlich, zum Preis von 100 US-Dollar (einzeln, 2005). Dem Yellow Book entsprechen jedoch inhaltlich die später verabschiedeten Normen ISO/IEC 10149 und ECMA 130, welche beide kostenfrei verfügbar sind.

## Blue Book: Enhanced CD

Enhanced-Music-CD-Logo

Der Blue-Book-Standard (englisch für Blaues Buch) stammt aus dem Jahr 1995 und beschreibt sogenannte Erweiterte Musik-CDs (Enhanced Music CD, Enhanced CD, CD-Extra). Dabei handelt es sich um gepresste CDs, die in der ersten Session Audiodaten (bis zu 98 Tracks) und in einer zweiten Session computerlesbare Daten enthalten.
Durch diese Zweiteilung ermöglicht es der Blue-Book-Standard dem Hersteller, neben den Audiodaten weitere Informationen auf die CD zu schreiben, ohne dass der Abspielkomfort eingeschränkt wird. Spielt man nämlich Computerdaten auf einem Audio-CD-Spieler ab, so hört man im besten Fall Stille oder eine Art weißes Rauschen, im schlechtesten Fall werden die Lautsprecher und das Gehör geschädigt. Das Abspielen der in der zweiten Session untergebrachten Computerdaten wird aber schon dadurch verhindert, dass gewöhnliche CD-Spieler nur auf die erste Session einer CD zugreifen. Computer dagegen haben Zugriff auf beide Sessions, also auch auf alle Inhalte der CD.
Die Daten in der zweiten Session müssen keinen inhaltlichen Bezug zu den Audiospuren haben, wenngleich sie sich in der Regel darauf beziehen (Bilder, Videos oder sonstige multimediale Inhalte).

## Green Book: CD-i

CD-i-Logo

Im Green Book (englisch für Grünes Buch) ist das Datenformat für sogenannte CD-i-Datenträger (CD-Interactive) festgehalten.
Es wurde im September 1990 von Philips und Sony herausgegeben.
Sie besteht im Wesentlichen aus einem Betriebssystem (CD-RTOS), einem Decoder (MC 68000) und AV-Komponenten. Das Besondere ist also, dass sie Daten und ein Anwendungsprogramm besitzt. Das Sektorformat ist ebenso aufgebaut wie bei der CD-ROM XA. Die Auflösung beträgt 360×240 Bildelemente. Eine Erweiterung ermöglicht die bildschirmfüllende Wiedergabe von MPEG-1 nach ISO 11172.
Außerdem existieren noch folgende Varianten:
- CD-I-Ready (ähnlich CD-DA; ermöglicht Wiedergabe der Audioinformationen der CD-i)
- CD-Bridge[14] (Verbindung von CD-ROM XA und CD-i, enthält CD-Daten nach CD-DA-Standard und CD-i-Anwendung)

## Orange Book: CD-MO, CD-R und CD-RW

CD-R-Logo

CD-RW-Logo

Das Orange Book (englisch für Orangefarbenes Buch) beschreibt beschreibbare CD-Formate mit Multisession-Fähigkeit. Es wurde 1990 erstmals veröffentlicht und besteht aus drei Teilen:
1. CD-MO: magnetooptische Disks (Magneto Optical Disk)[15]
2. CD-R: einmal beschreibbare CDs (sogenannte WORMs; ursprünglich als „CD-WO“ bezeichnet[16])
  - Volume 1: Standard-CD-R[17]
  - Volume 2: High-Speed-CD-R[18]
3. CD-RW: mehrfach beschreibbare CD-Medien
  - Volume 1: Standard-CD-RW[19]
  - Volume 2: High-Speed-CD-RW[20]
  - Volume 3: Ultra-Speed-CD-RW[21]

Für die Multisession-Eigenschaften existiert zudem eine eigene Spezifikation.
Das Orange Book enthält die Spezifikationen sowohl für unbeschriebene als auch für beschriebene Medien aus obiger Kategorie. Außerdem werden die Datenorganisation und Empfehlungen zum Messen der Güte beschrieben.
Das Orange Book wurde zuletzt im August 2006 angepasst.
Das Orange Book wurde teilweise von der ECMA als ECMA-395 genormt.

## White Book: Video-CD

Video-CD-Logo

Das White Book (englisch für Weißes Buch), ein Standard, der 1993 von Philips und JVC zunächst für Karaoke-CDs festgelegt wurde, beschreibt die Grundlagen der Video-CD (VCD) (1995). Er wurde bis 1998 um die Möglichkeit zur Webseitenverknüpfung und der Verbesserung der Videoqualität durch höher auflösende Formate (per MPEG-2) erweitert.

## Beige Book: Photo-CD

Photo-CD-Logo

Das Beige Book (englisch für Beigefarbenes Buch) ist der Standard der Photo-CD.

## Scarlet Book: Super-Audio-CD

SACD-Logo

Das Scarlet Book (englisch für Scharlachrotes Buch) beschreibt den Standard für die Super-Audio-CD.
Es untergliedert sich in drei Teile:
- Physische Spezifikation[26]
- Audio-Spezifikation[27]
- Kopierschutz-Spezifikation, diese wiederum untergliedert sich in:
  - Allgemeines[28]
  - Disc[29]
  - Abspielgeräte[30]
  - Large Scale Integrated circuit (LSI)[31]

## Purple Book: Double-Density-CD
Das Purple Book (englisch für Violettes Buch) beschreibt den Standard für die Double-Density-CD (DDCD).